# KBMT
KBMT est une station de télévision américaine affilié aux réseaux ABC et NBC détenue par le groupe Tegna Inc. et située à Beaumont / Port Arthur au Texas sur le canal 12.

## Diffusion
La station opère deux émetteurs à faible puissance, KUIL-LD (UHF 43) et K36ID-D (UHF 36), qui affichent le canal virtuel 12.5 et 12.6.
| Canal physique | Canal virtuel | Image | Format | Programmation                       |
| -------------- | ------------- | ----- | ------ | ----------------------------------- |
| 12.1           | 12.1          | 720p  | 16:9   | KBMT - ABC (HD)                     |
| 12.2           | 12.2          | 720p  | 16:9   | KBMT-DT2 - NBC (HD)                 |
| 12.3           | 12.3          | 480i  | 4:3    | Cozi TV                             |
| 12.4           | 12.4          | 480i  | 4:3    | Me-TV                               |
| 43.1           | 12.5          | 720p  | 16:9   | KUIL-LD "MYTX" / - MyNetworkTV (HD) |
| 43.2           | 12.6          | 480i  | 4:3    | Ion Television                      |